# Ballyboy
Ballyboy ou Ballaboy (en irlandais, Baile Átha Buí, le gué jaune) est un village dans le comté d'Offaly, en Irlande.
La localité est située à environ deux kilomètres à l'est de Kilcormac.
Avant les Plantations en Irlande, Ballyboy était gouverné par O'Molloy dans un territoire connu sous le nom de Firceall ; il était allié au Royaume de Meath. Lorsque les chefs gaéliques ont été dépossédés du pouvoir à la suite des plantations anglaises, Firceall a été dissocié de Ballyboy, formant sa propre baronnie au sein du comté du roi (maintenant Comté d'Offaly).
Bien que maintenant un petit village de quelques maisons, un pub et une école primaire, c'était une plaque tournante importante et florissante au Moyen Âge. 
À cette époque, la ville abritait une usine fabriquant des chapeaux et des gants. Un moulin était utilisé pour faire de la farine, moudre le maïs et couper du bois. [citation nécessaire] 
Les ruines du moulin à eau se trouvent encore sur la route de Ballyoran. Le moulin, l'un des nombreux dans la région, était actionné par la Silver River, un affluent de la Brosna.
Un ringfort se trouve dans les abords du village. Selon la légende, il est relié par un tunnel à l'église de Ballyboy à environ 400 mètres de distance. [citation nécessaire]
L'église de Ballyboy faisait partie à l'origine de l'Église catholique mais a été plus tard consacrée comme Église d'Irlande. [citation nécessaire].
Elle est maintenant abandonnée et en ruines.